# 450 ق.م

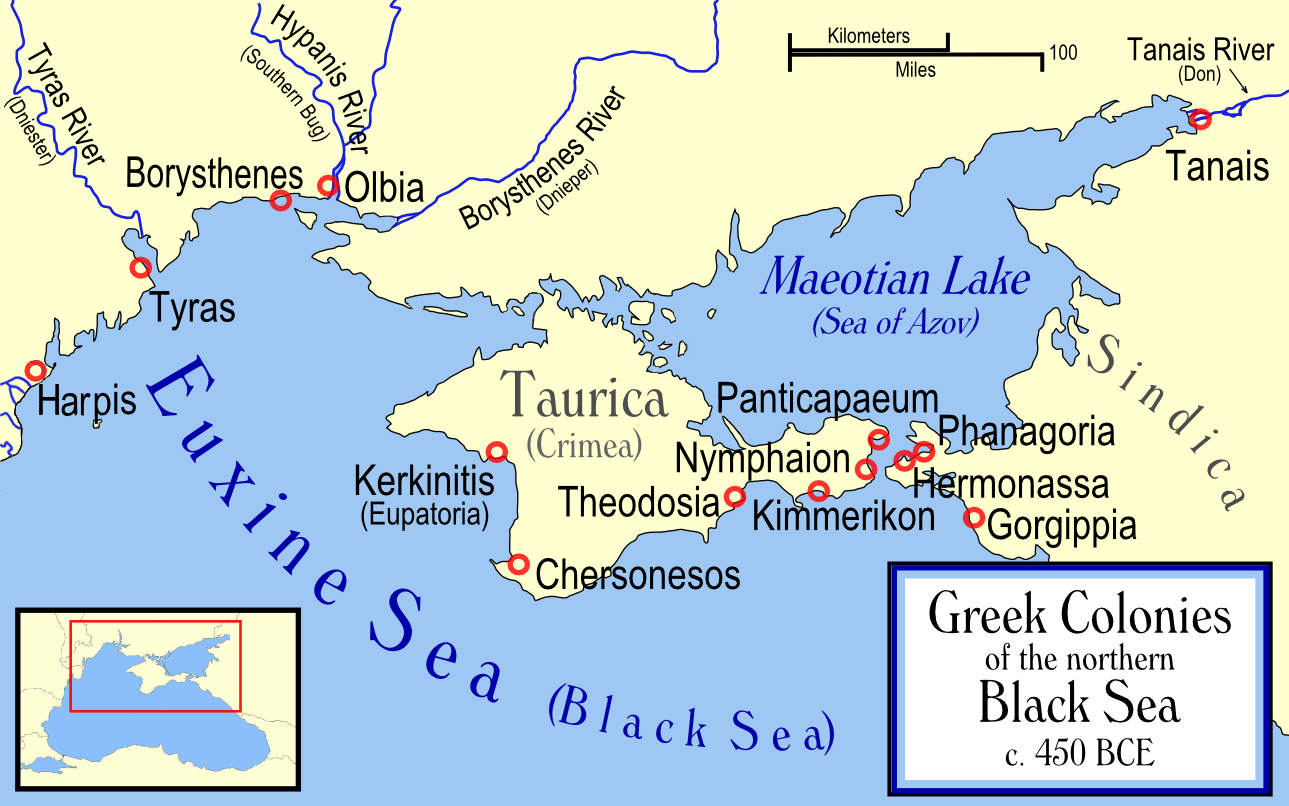
المستعمرات اليونانية في الجزء الشمالي من البحر الأسود في 450 ق.م.

## مواليد
- ألكيبيادس، سياسي وجنرال أثيني (توفى 404 ق.م)